# Simone Cosac Naify
Simone Cosac Naify é uma artista, empresária e filantropa carioca.  Foi sócia da editora de arte e literatura Cosac & Naify e, atualmente, se dedica às artes plásticas, momento em que aborda temas como a maternidade, as guerras e a religião, e à sua marca italiana de perfumes, a Simone Cosac profumi.  Simone é irmã do escritor Charles Cosac e é casada com Michael Naify, com quem tem três filhos. 
Nascida no Rio de Janeiro, atualmente reside em Los Angeles, nos Estados Unidos. Segundo ela, no entanto, foi muito influenciada pelo período em que residiu em Villa la Tana, em Florença, na Itália. O local inspirou muitos de seus trabalhos, como o perfume Perle Di Bianca. Para além da vila em si, costuma citar que foi inspirada pela vida da nobre Bianca Capello, amante do grão-duque Francisco I de Médici, que ali residiu séculos antes. 
Em 2005, lançou o livro infantil O Tapete de Maria pela Cosac & Naify, que foi adaptado para o teatro pelo Grupo K-Teatro. Simone também é formada em Direito pela Universidade Católica de Petrópolis (UCP) e chegou a atuar por cinco anos como advogada criminalista. Posteriormente, se tornou especialista em Marketing pela Escola Superior de Propaganda e Marketing (ESPM) e mestre em Belas Artes (Master of Fine Arts - M.F.A.) pela Academia de Arte em São Francisco (Academy of Art in San Francisco). 